# Gioan Thanh Minh
Tức João Ketlâm hay João Vuang (1588-1663) là một tín đồ Thiên Chúa giáo quê ở Thanh Minh, Bình Sơn, Quảng Ngãi. Ông tòng giáo năm 1622 sau khi đọc được cuốn sách đạo. Ông có công giúp giáo sĩ Manuel Fernandez thuộc dòng Tên rồi được rửa tội, nhận tên thánh là João. Ông làm thày giảng hoạt động ở vùng Hải phố.
Sách họ đạo ghi là ông soạn 15 tác phẩm bằng tiếng Việt nhưng đã thất truyền. Đề tài đều là những thánh tích và nghi lễ trong đạo. Đây là dấu vết trước tác bằng tiếng Việt về đạo Công giáo La Mã đầu tiên do chính người Việt soạn ra.
Khi có lệnh cấm đạo truyền ra, ông bị bắt chém ngày 11 Tháng Năm, 1663.